# سمير فنسنت
سمير فنسنت هو عضو مجموعة ضغط عراقي، ولد في 23 أكتوبر 1940.

## وصلات خارجية
- سمير فنسنت على موقع أوليمبيديا (الإنجليزية)